# Bradycellus nigerrimus
Bradycellus nigerrimus är en skalbaggsart som beskrevs av Carl Hildebrand Lindroth. Bradycellus nigerrimus ingår i släktet Bradycellus och familjen jordlöpare. Inga underarter finns listade i Catalogue of Life.